# Mesiotelus
Genre
Mesiotelus est un genre d'araignées aranéomorphes de la famille des Liocranidae.

## Distribution
Les espèces de ce genre se rencontrent en écozone paléarctique sauf Mesiotelus pococki du Kenya.

## Liste des espèces
Selon World Spider Catalog (version 25.5, 30/12/2024) :
- Mesiotelus alanyensis Zamani, Fomichev, Kaya & Marusik, 2024
- Mesiotelus bosmansi Zamani, Fomichev & Marusik, 2024
- Mesiotelus confusus Zamani, Fomichev, Naumova & Marusik, 2024
- Mesiotelus cyprius Kulczyński, 1908
- Mesiotelus damavandicus Zamani, Fomichev & Marusik, 2024
- Mesiotelus grancanariensis Wunderlich, 1992
- Mesiotelus imbros Bosmans, 2023
- Mesiotelus iranicus Zamani & Marusik, 2023
- Mesiotelus khorasanicus Zamani & Marusik, 2024
- Mesiotelus kravetsi Fomichev, Zamani & Marusik, 2024
- Mesiotelus kulczynskii Charitonov, 1946
- Mesiotelus libanicus (Simon, 1878)
- Mesiotelus lubricus (Simon, 1880)
- Mesiotelus maderianus Kulczyński, 1899
- Mesiotelus mauritanicus Simon, 1909
- Mesiotelus mediterraneus Zamani, Fomichev & Marusik, 2024
- Mesiotelus patricki Zamani & Marusik, 2021
- Mesiotelus pococki Caporiacco, 1949
- Mesiotelus scopensis Drensky, 1935
- Mesiotelus sistanus Zamani, Fomichev & Marusik, 2024
- Mesiotelus tadzhikus Zamani, Fomichev & Marusik, 2024
- Mesiotelus tenellus (Thorell, 1875)
- Mesiotelus tenuissimus (L. Koch, 1866)
- Mesiotelus turanicus Zamani, Fomichev & Marusik, 2024
- Mesiotelus uzbekistanicus Vlasov & Efimik, 2024
- Mesiotelus viridis (L. Koch, 1867)
- Mesiotelus zonsteini Mikhailov, 1986

## Systématique et taxinomie
Ce genre a été décrit par Simon en 1897 dans les Clubionidae. Il est placé dans les Liocranidae par Lehtinen en 1967.

## Publication originale
- Simon, 1897 : Histoire naturelle des araignées. Paris, vol. 2, p. 1-192 (texte intégral).